# Venus födelse (bildkonst)
Venus födelse eller Venus anadyomene (grekiska för Venus uppstigande från havet) är ett klassiskt och vanligt motiv i konsten som skildrar den romerska kärleksgudinnan Venus födelse. I grekisk mytologi motsvaras hon av  Afrodite. Enligt grekisk och romersk mytologi föddes hon ur det skum som bildades i havet kring Uranos avskurna kön. Därefter ska hon i ett snäckskal ha förts in av vågorna till Pafos stränder på Cypern. 
Redan under antiken ska Apelles ha målat detta motiv som åter var populärt under den italienska renässansen då den kanske mest berömda målningen tillkom: Sandro Botticellis Venus födelse (cirka 1485). Även under barocken och rokokon avbildades motivet, till exempel av François Boucher i Venus triumf som är utställd på Nationalmuseum. På 1800-talet blev motivet omtyckt av konstnärer som verkade inom den franska akademiska stilen.

## Galleri (urval av målningar i kronologisk ordning)

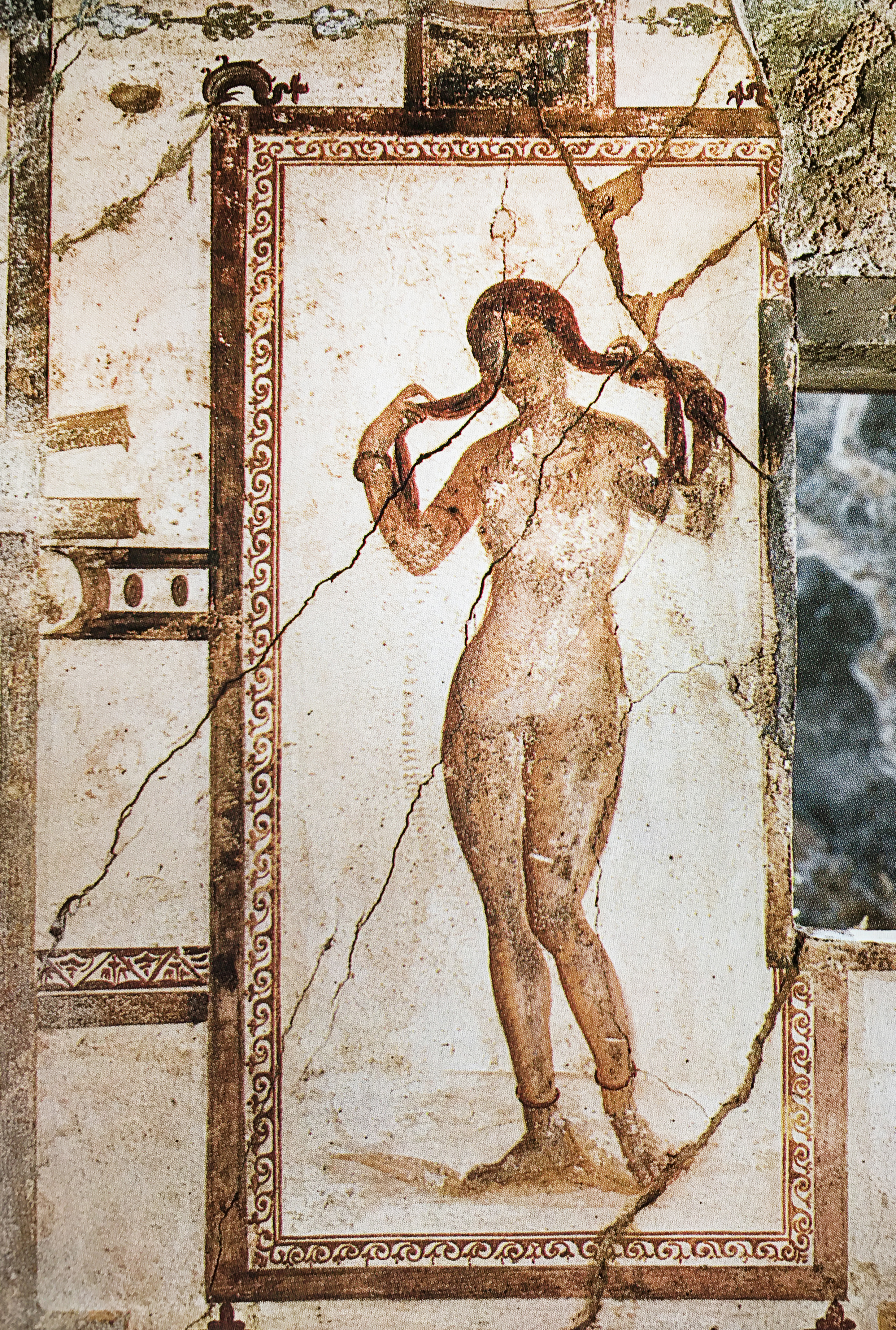
Muralmålning från Pompeji (cirka 50 e.Kr.).
Sandro Botticelli, Venus födelse (cirka 1485), Uffizierna.
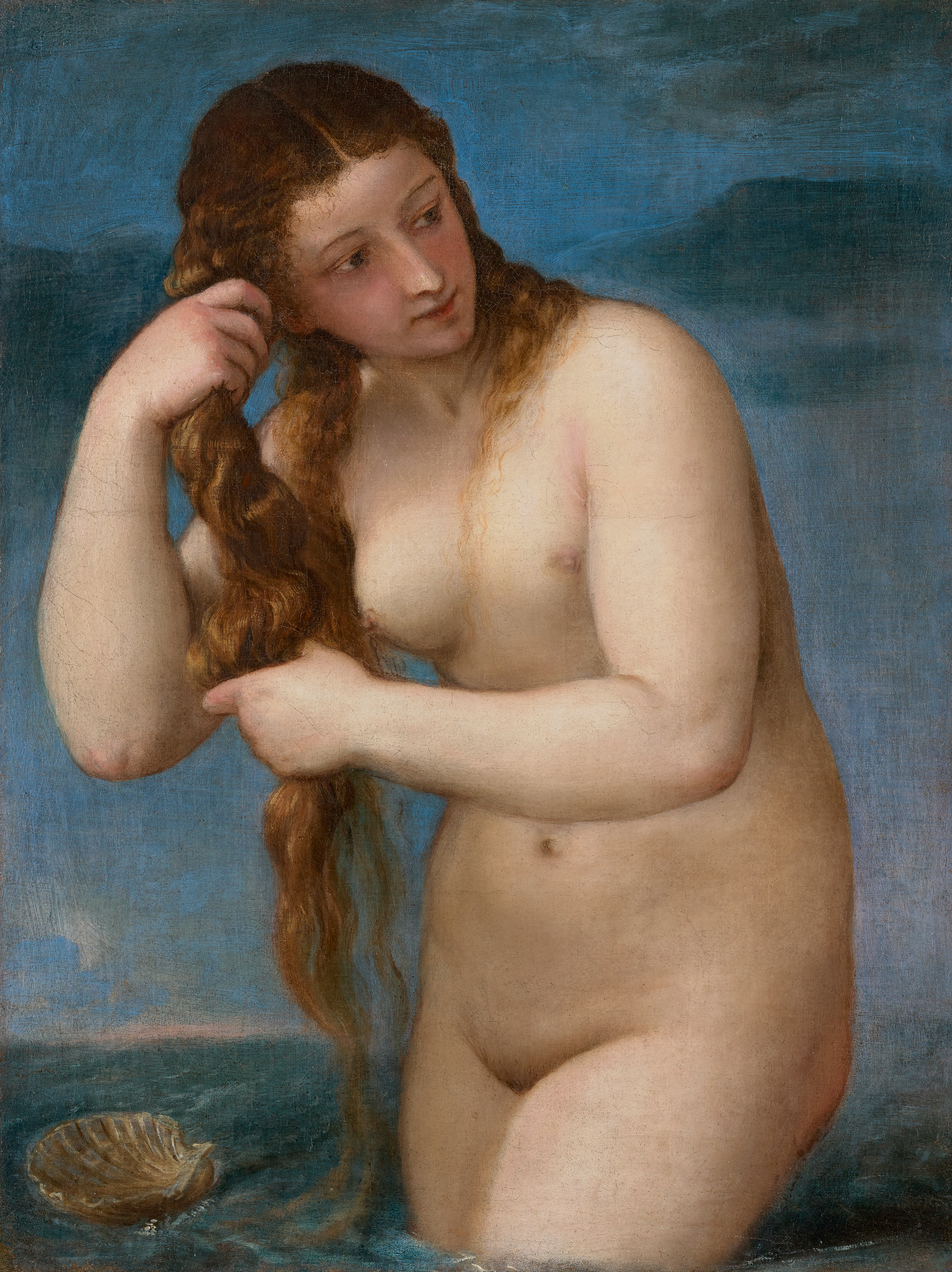
Tizian, Venus anadyomene (cirka 1520), Scottish National Gallery.
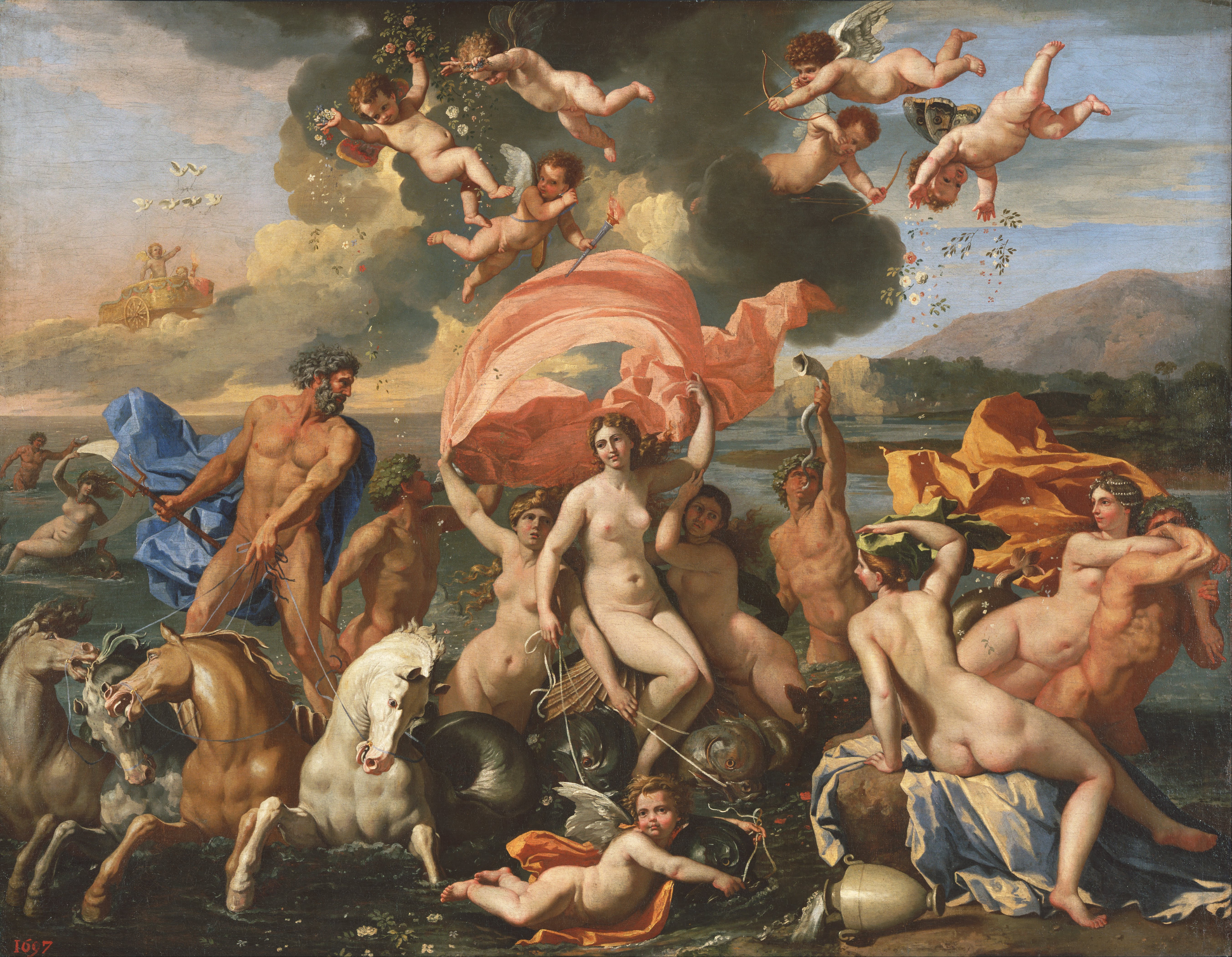
Nicolas Poussin, Venus födelse (1635–1636), Philadelphia Museum of Art.
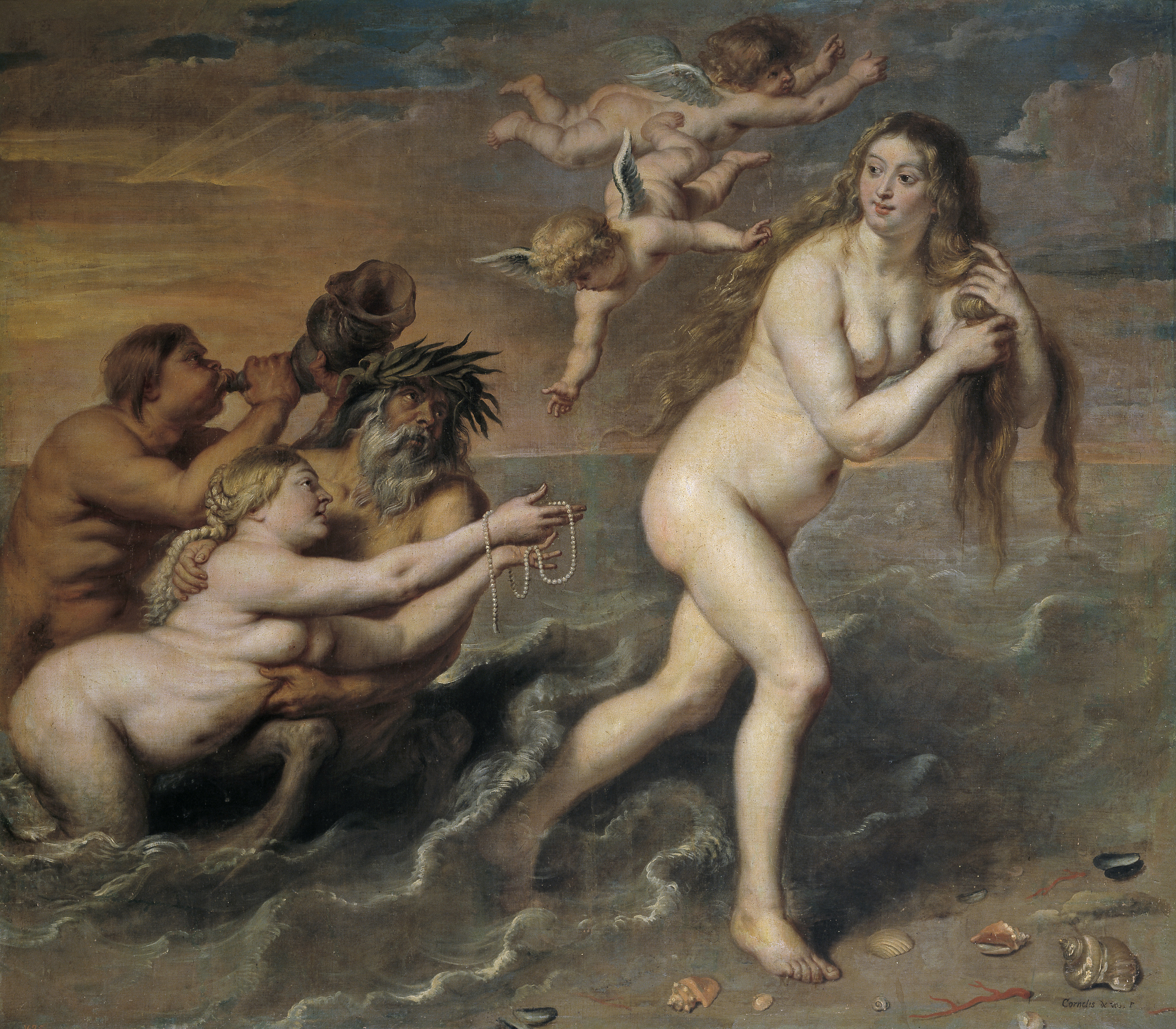
Cornelis de Vos, Venus födelse (1636–1638), Pradomuseet.
François Boucher, Venus triumf (1740), Nationalmuseum.[4]
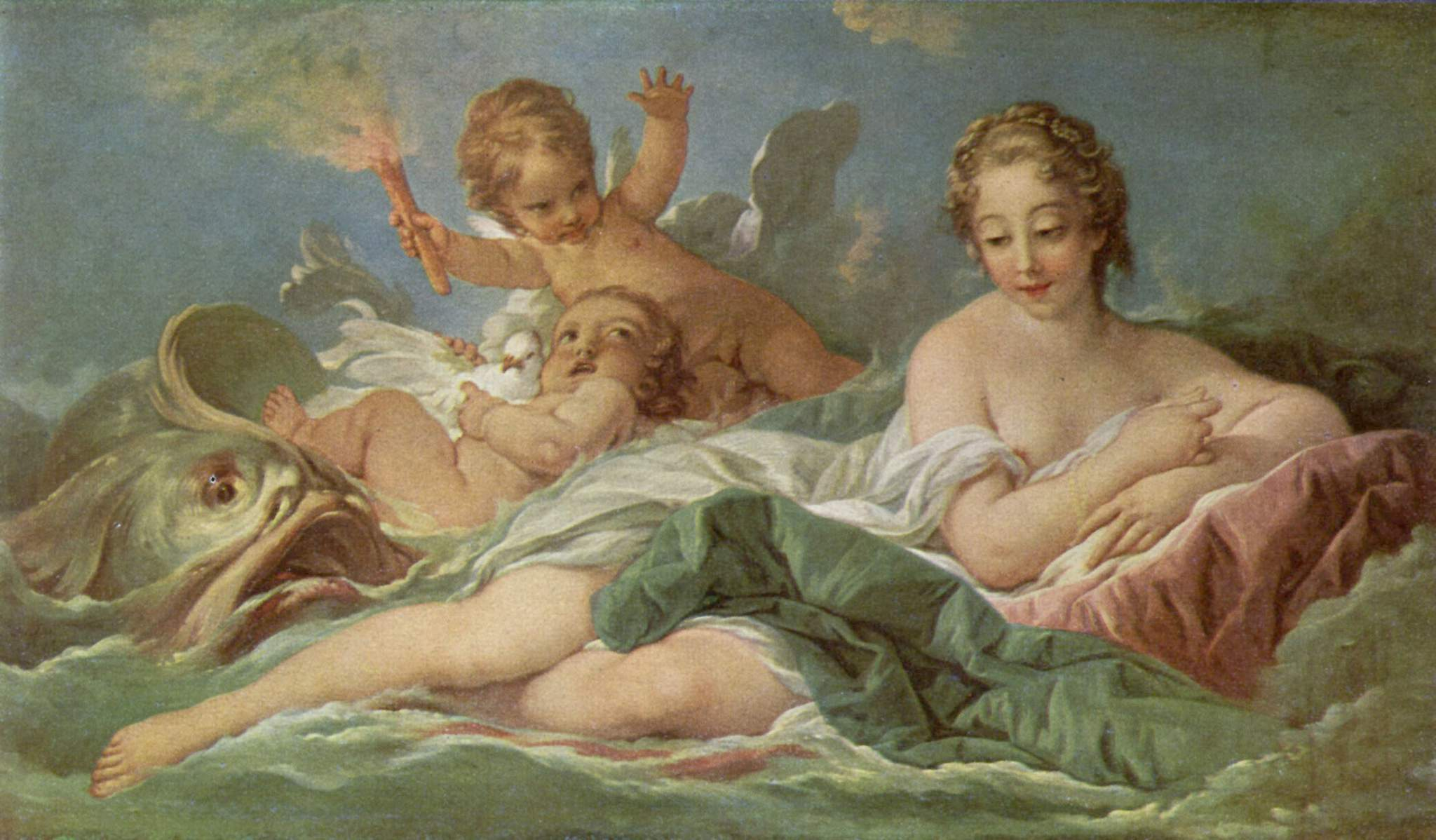
François Boucher, Venus (1754), Wallace Collection.
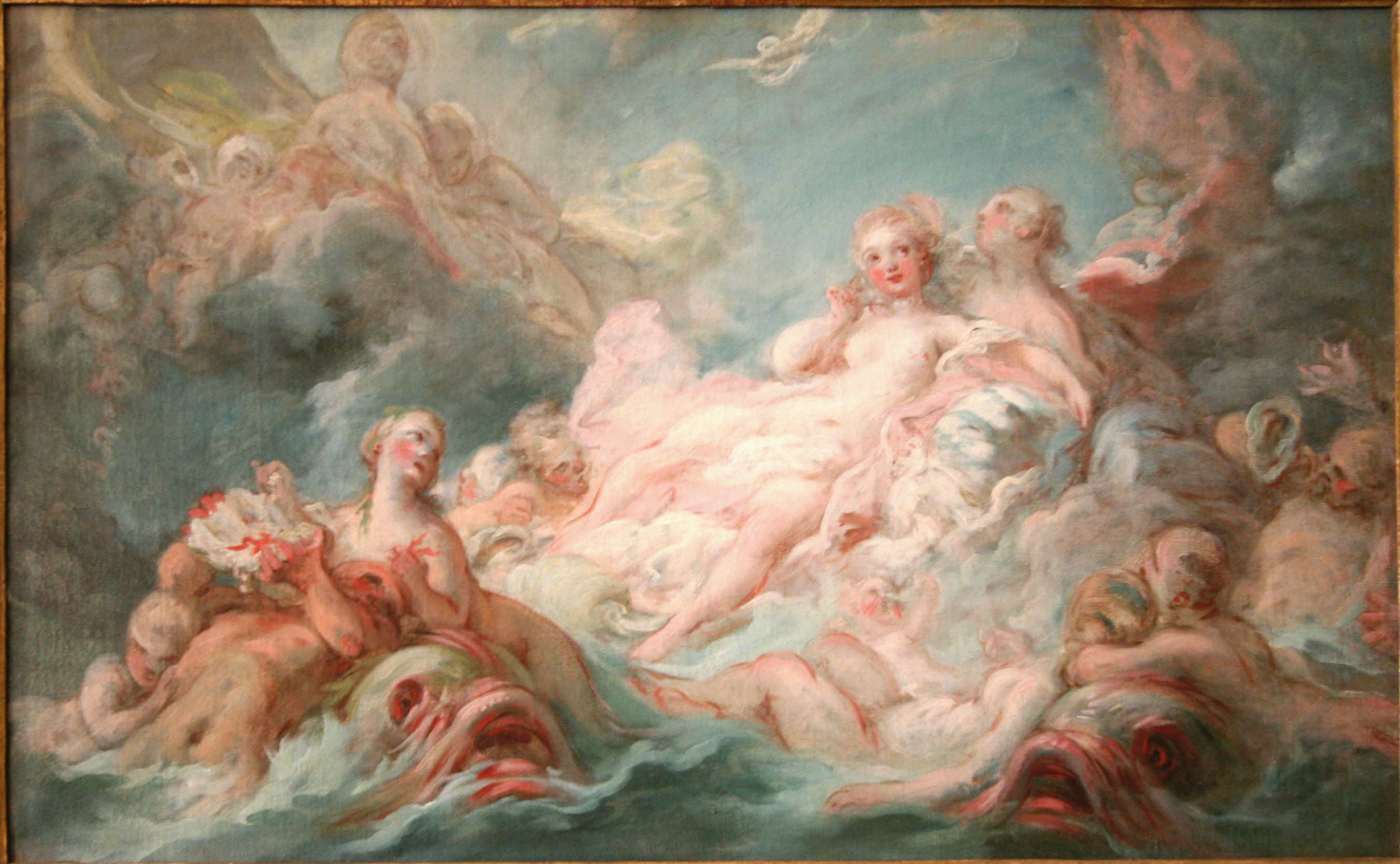
Jean-Honoré Fragonard, Venus födelse (cirka 1755), Musée Grobet-Labadié.
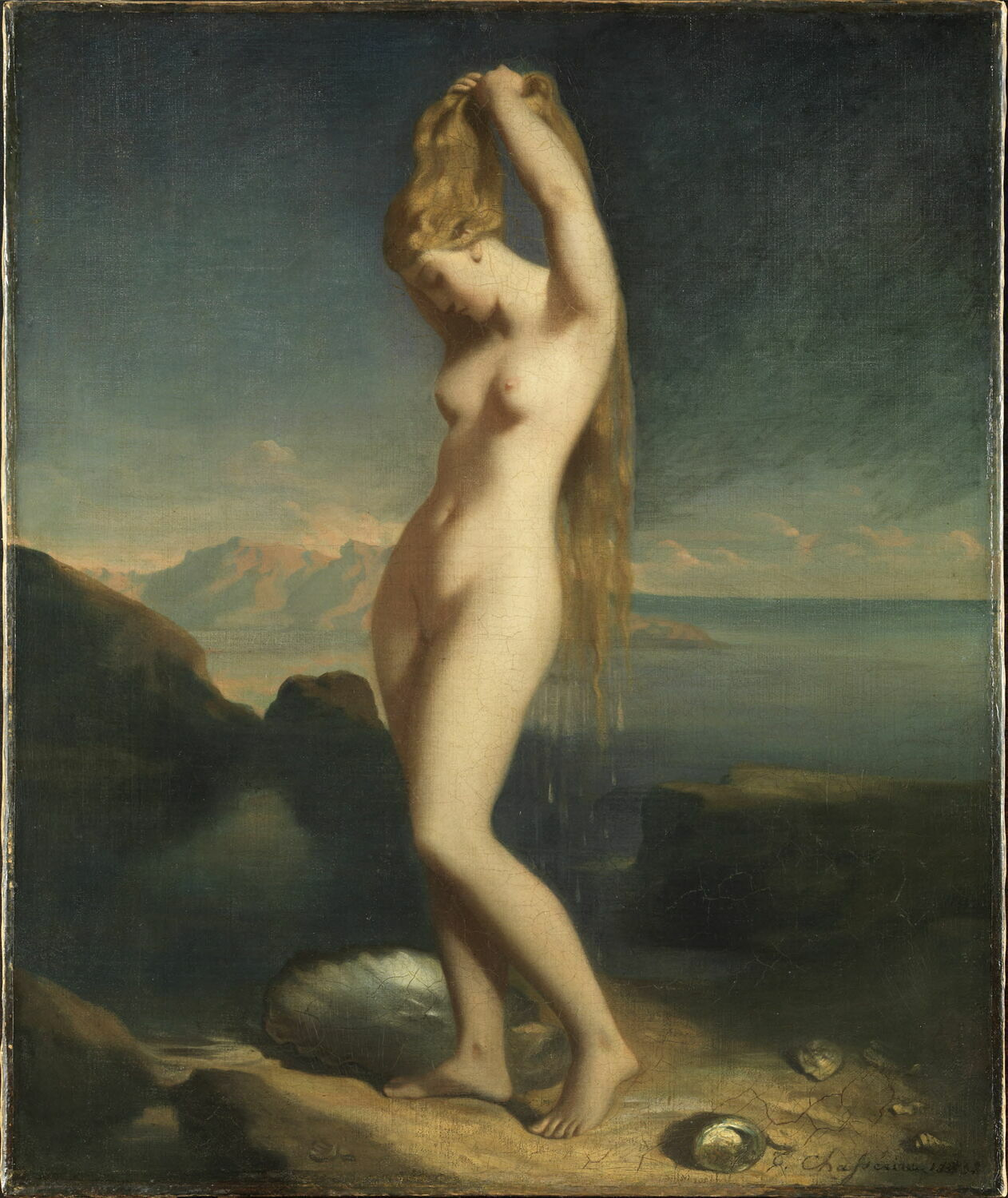
Théodore Chassériau, Venus Marine (1838), Louvren.
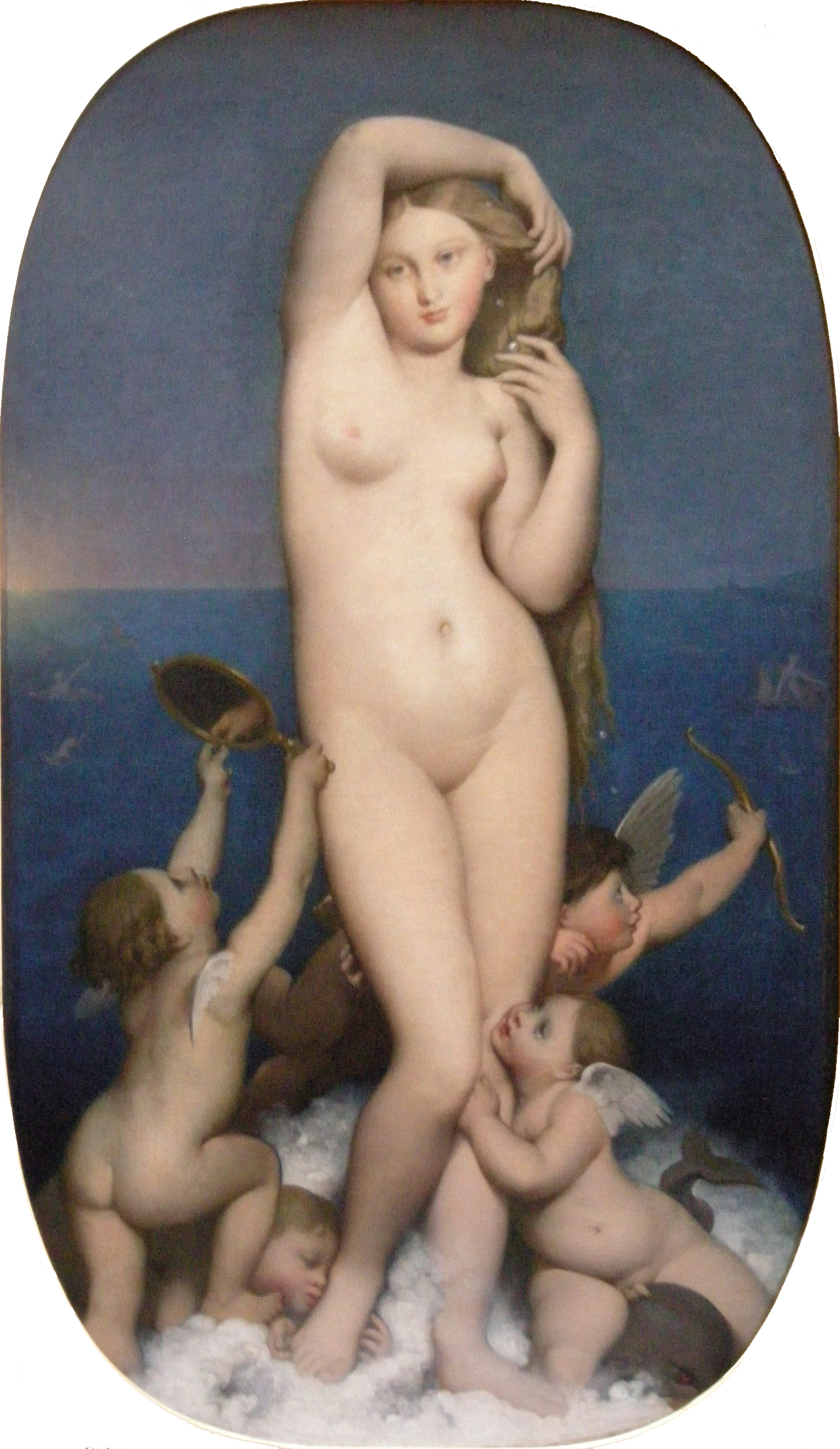
Jean-Auguste-Dominique Ingres, Venus anadyomene (1848), Musée Condé.
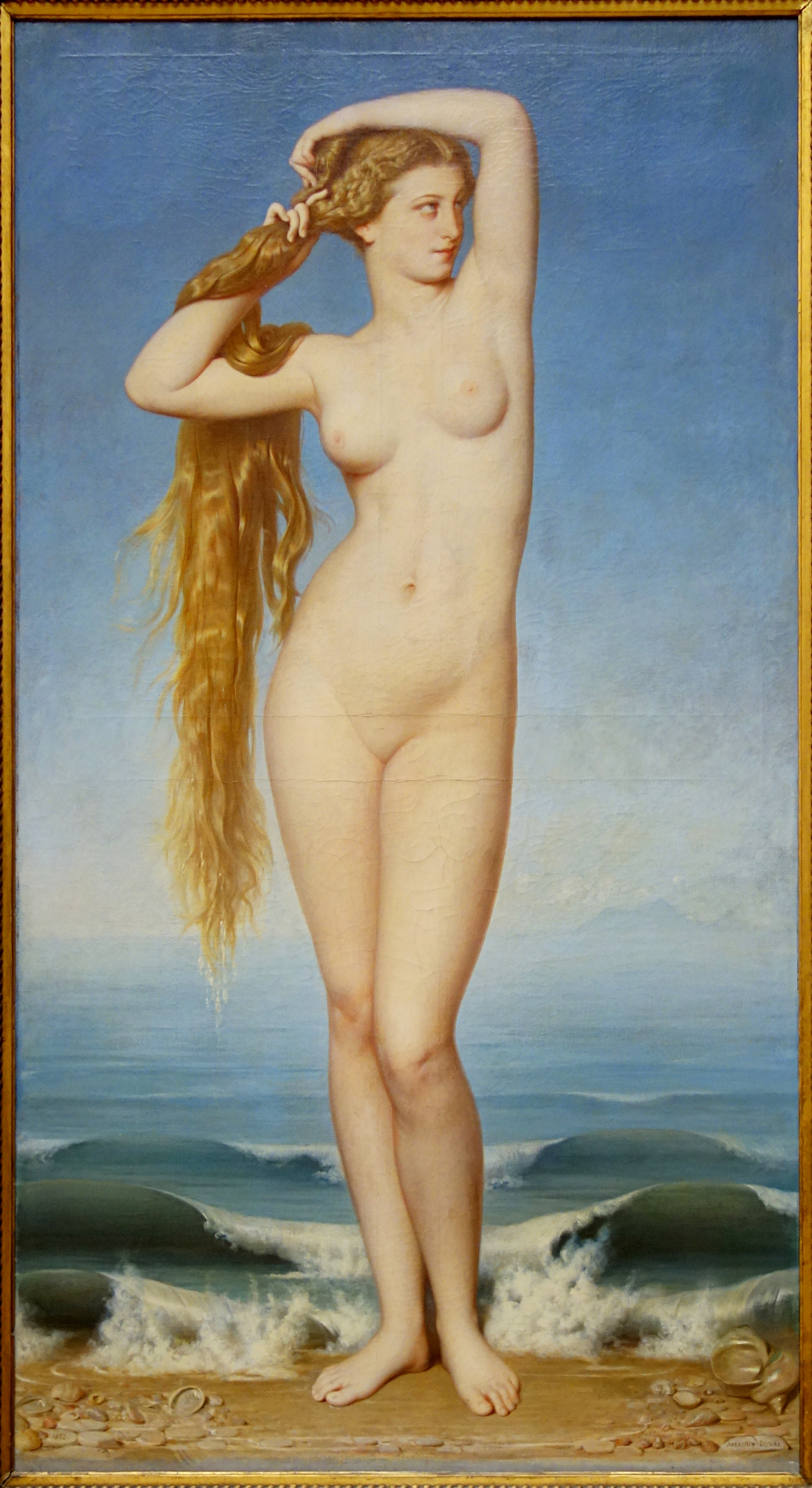
Eugène Emmanuel Amaury-Duval, Venus födelse (1862), Palais des Beaux-Arts de Lille.
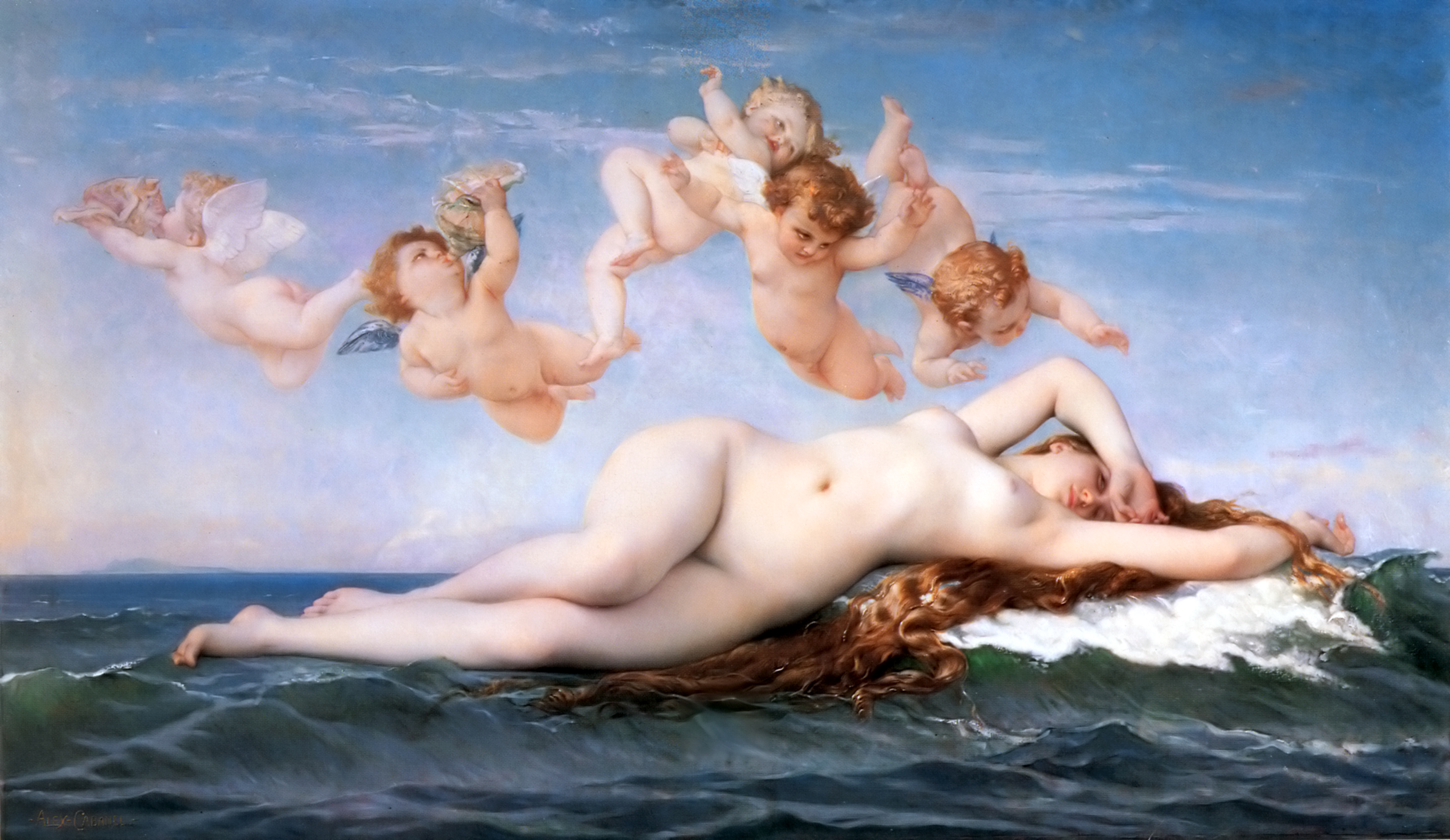
Alexandre Cabanel, Venus födelse (1863), Metropolitan Museum of Art.
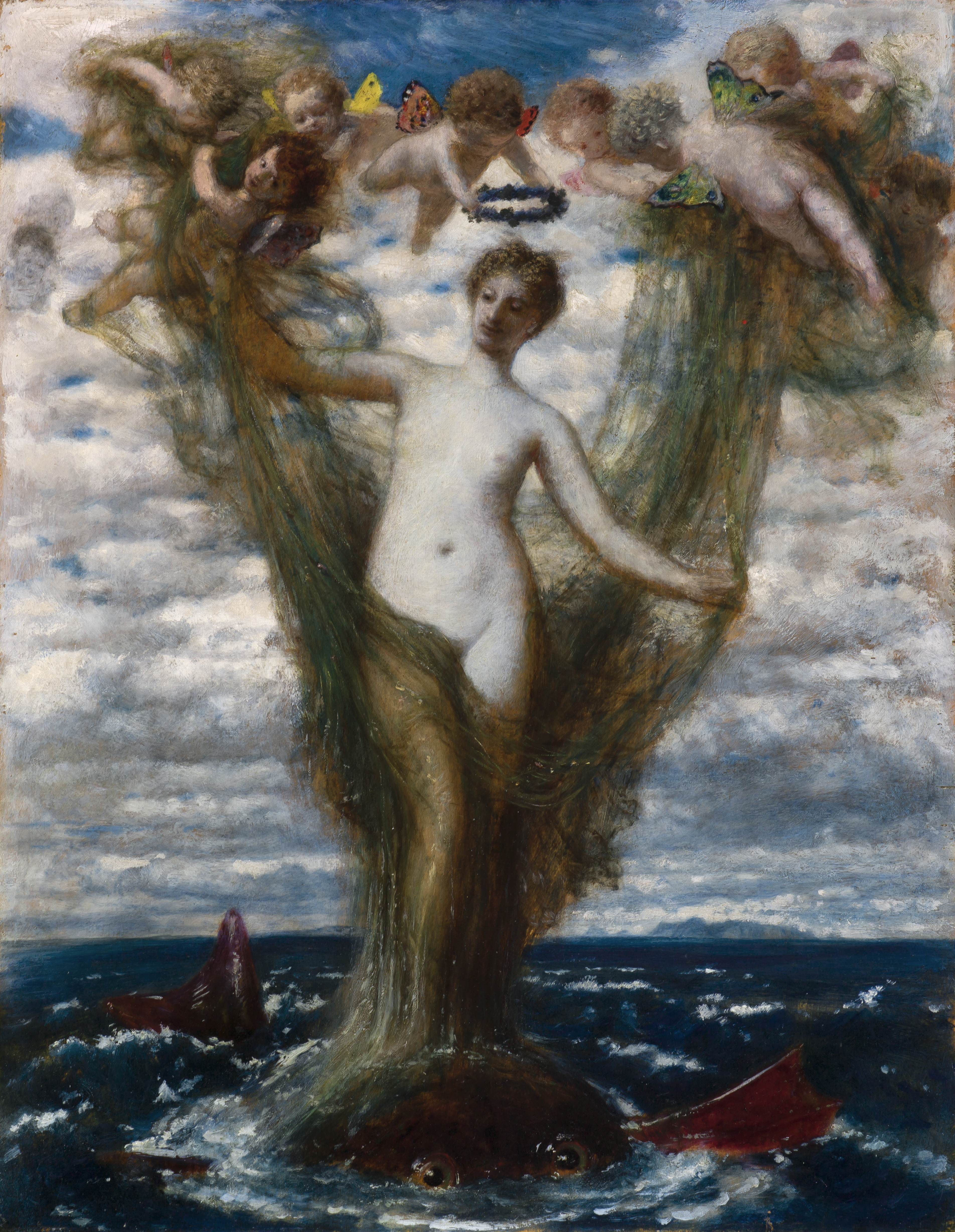
Arnold Böcklin, Venus Anadyomene (1872), Saint Louis Art Museum.
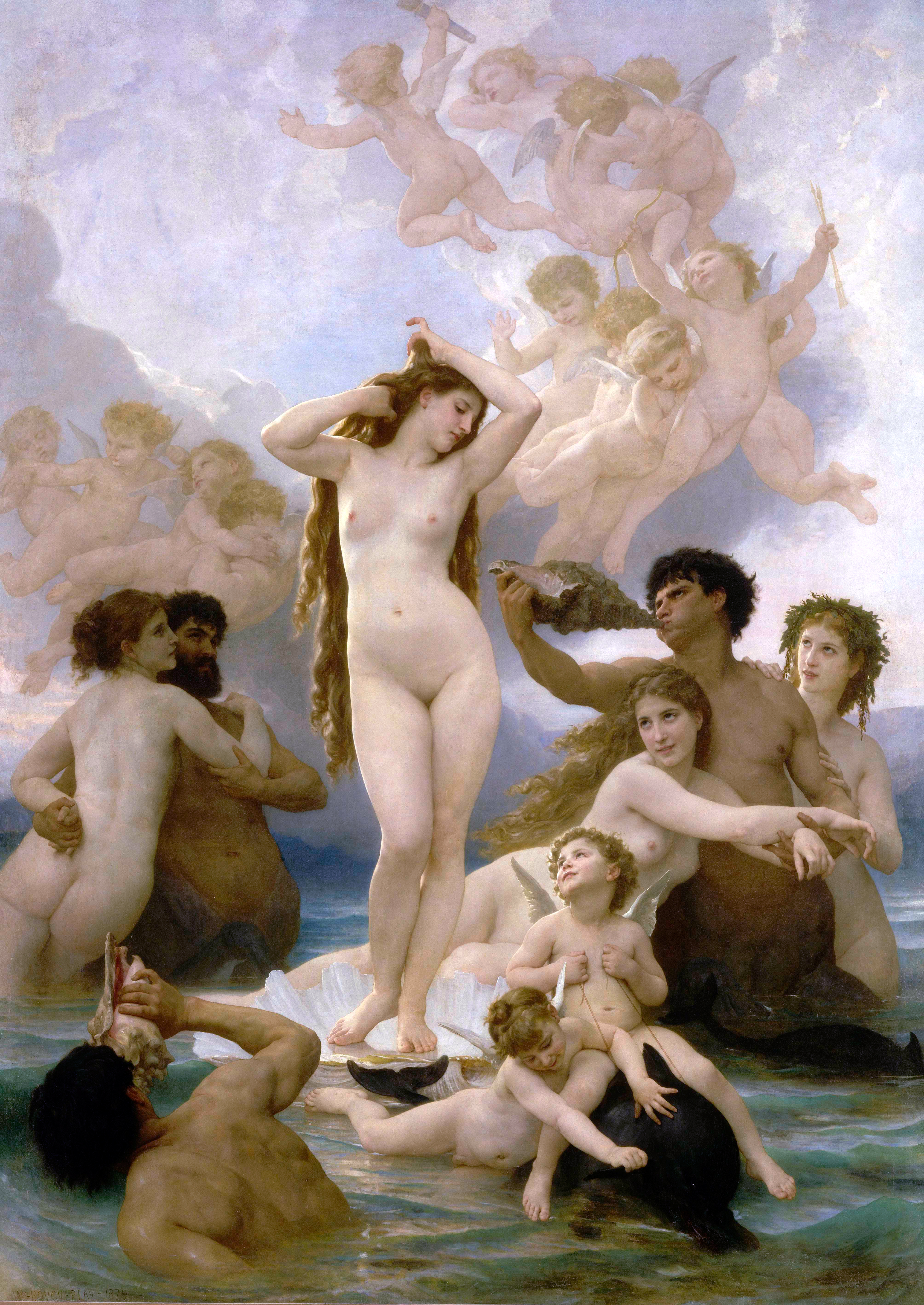
William-Adolphe Bouguereau, Venus födelse (1879), Musée d'Orsay.
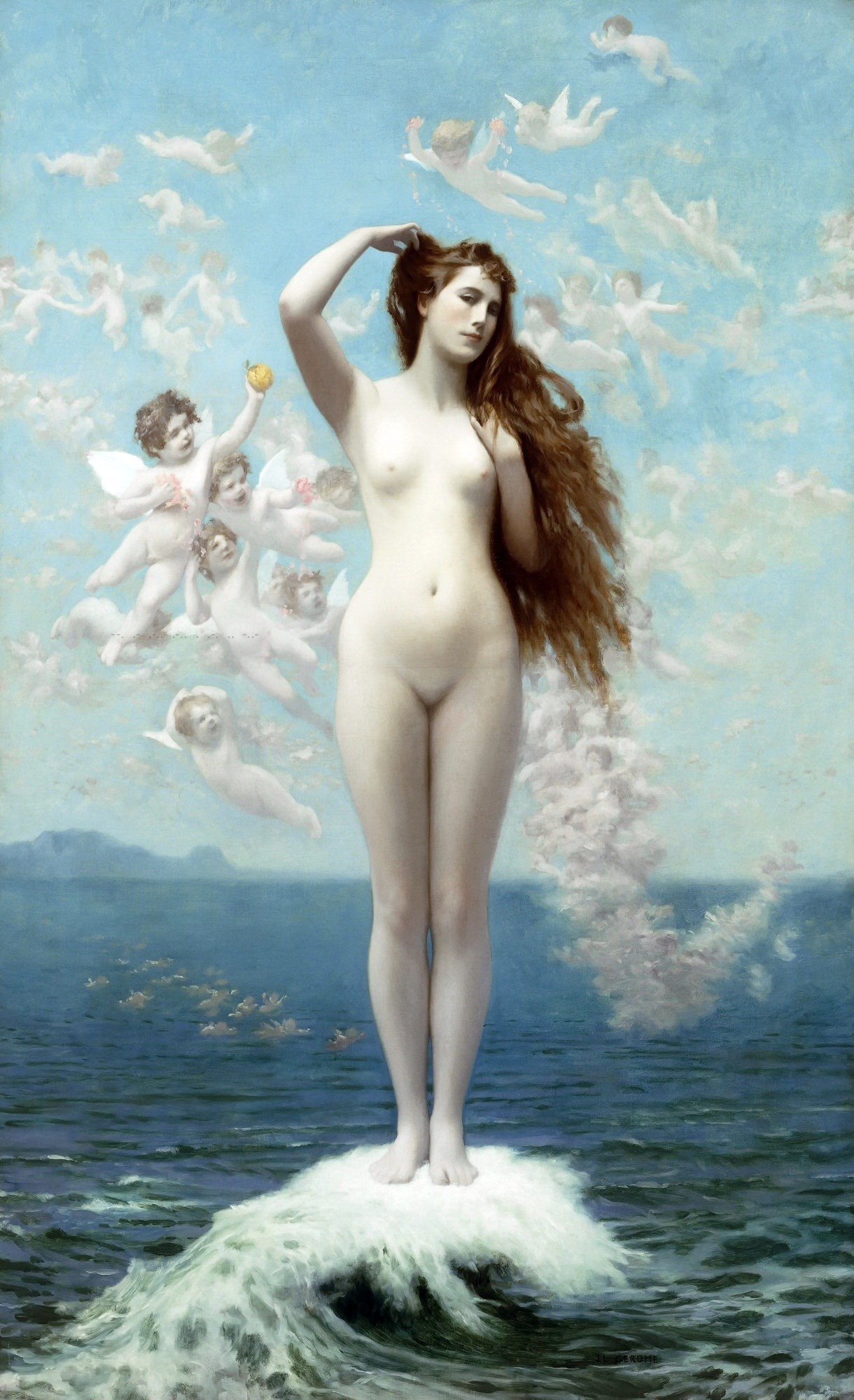
Jean-Léon Gérôme, Venus födelse (1890), privat ägo.
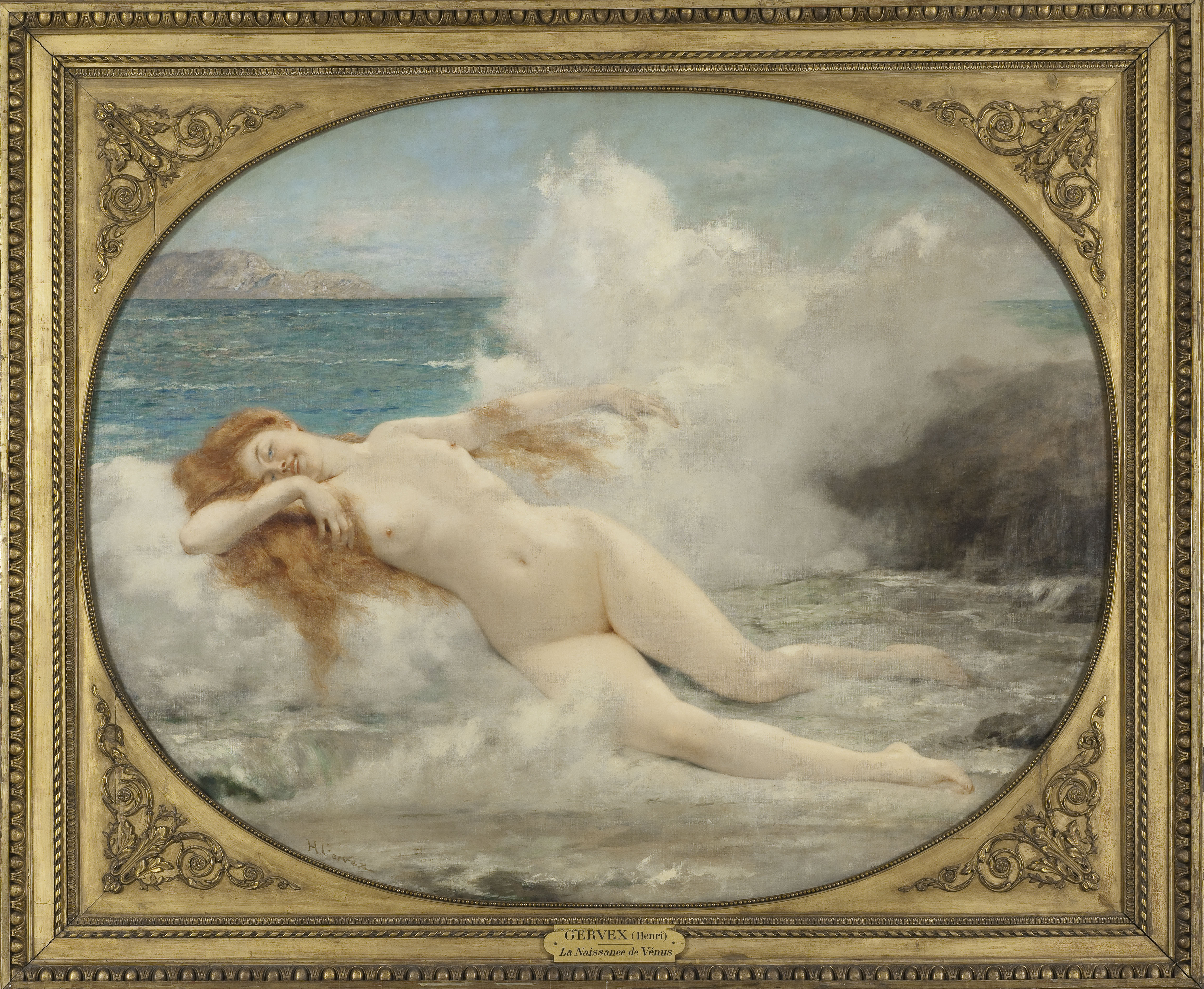
Henri Gervex, Venus födelse, Petit Palais.
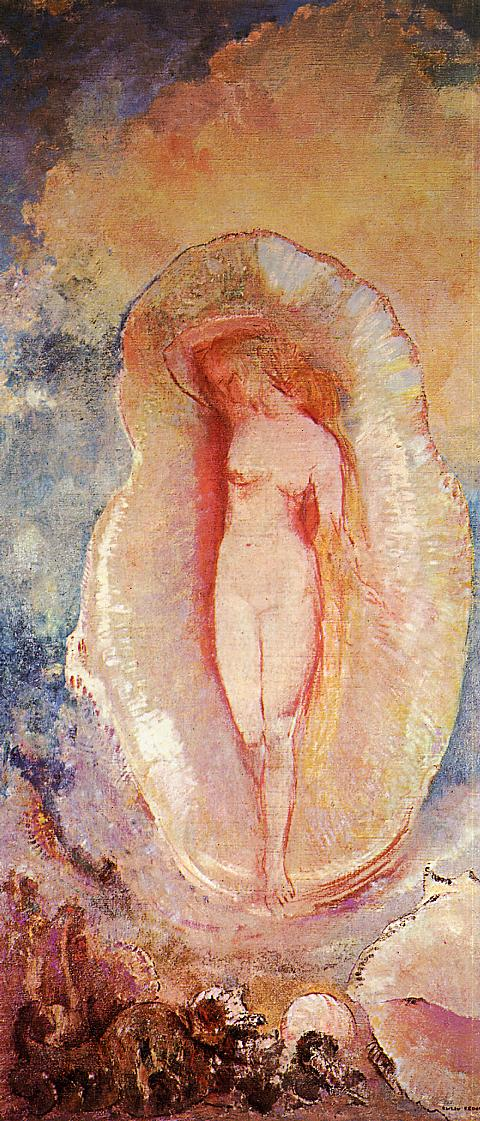
Odilon Redon, Venus födelse (cirka 1912), Museum of Modern Art.